# Pistocu
Il pistocu, è un tipico pane dell'Ogliastra, subregione barbaricina storico-geografica della Sardegna orientale. È sottile e secco e si può gustare anche bagnato in acqua. Il suo impasto può essere composto da farina integrale e semola rimacinata, ma può trovarsi nelle varianti di sola farina integrale o solo semola rimacinata. Altri ingredienti sono l'acqua, il sale e il lievito di birra. Anticamente, invece che il lievito di birra, veniva usato il lievito madre.
Il pistoccu necessita di due lievitazione. La prima avviene subito dopo aver impastato gli ingredienti. Dopo che la massa ha subito la prima lievitazione, si passa alla stesura della sfoglia dalla quale si ottengono dei rettangoli che vengono fatti riposare coperti da della stoffa. Avviene quindi una seconda lievitazione. A lievitazione avvenuta si inizia la cottura, tradizionalmente nel forno a legna. I rettangoli di sfoglia si gonfiano come dei cuscini e le due facce ottenute con la cottura si dividono in due, le due facce ottenute dopo la prima cottura vengono nuovamente cotte, il pistoccu diventa croccante e colorito.

## Su pistocu di Sedilo
Un altro tipo di pane chiamato allo stesso modo viene prodotto a Sedilo, paese della provincia di Oristano.

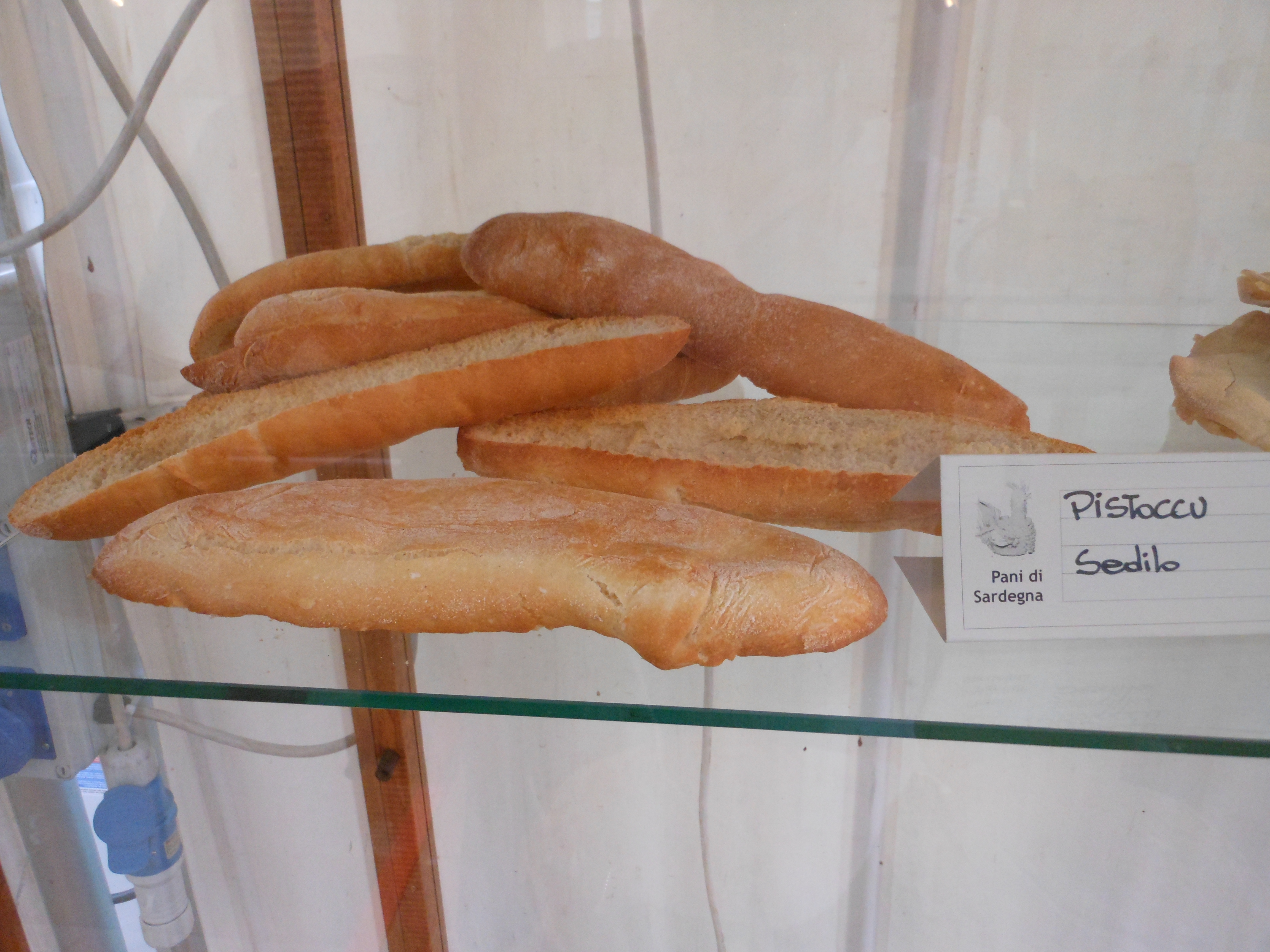
Su pistoccu di Sedilo